# Шор, Дэвид
Дэ́вид Шор (англ. David Shore) — канадский писатель, больше всего известный своими работами на телевидении. Бывший юрист, Шор стал известен такими своими работами как «Семейное право» (англ. Семейное право) (телесериал) и «Полиция Нью-Йорка» (англ. NYPD Blue) (телесериал). Шор также стал продюсером многих эпизодов культового телесериала «Строго на юг», а впоследствии стал создателем собственного телесериала «Доктор Хаус». В 2017–2024 годах принимал участие в создании телесериала «Хороший доктор».

## Биография
Дэвид Шор родился 3 июля 1959 года в г. Лондон, пр. Онтарио, Канада. Дэвид стал единственным представителем семьи в телевизионном бизнесе, двое его младших братьев, близнецы Филипп (Эфраим) и Роберт, стали раввинами.
До того как Шор переехал в Лос-Анджелес и начал работу на телевидении, он учился в Университете Торонто и работал муниципальным и корпоративным юристом в Канаде. Он пишет сценарий для телесериала «Строго на юг», повествующем о канадском конном полисмене, оказавшемся в США. Далее Шор становится продюсером фильма «Полиция Нью-Йорка» (англ. NYPD Blue), за который получает две номинации на Эмми.
После этого продолжает работу над другими фильмами, не имевшими большого коммерческого успеха по сравнению с его прошлыми работами. В 2003 году, продюсер Пол Аттанасио, в прошлом работавший с NBC над фильмом «Убойный отдел», обратился к Шору с предложением сделать сериал, поскольку знал, что телесеть ищет фильм, который последовал бы за удачным «Законом и порядком» и стал аналогичным удачному проекту CBS «C.S.I.: Место преступления». Мысль Аттанасио заключалась в том, чтобы реализовать фильм, подобный полицейскому детективу, на основе работы врачей. 
В большинстве детективных сюжетов загадка стоит выше персонажей, но Шор решил, что если будет создавать «медицинский» детектив, то сделает загадку вторичной по отношению к герою. Именно поэтому он замыслил главного героя, схожего с легендарным детективом Шерлоком Холмсом, однако многие, кто знают Шора лично, говорят, что персонаж похож на автора. Этим персонажем стал доктор Грегори Хаус, герой сериала «Доктор Хаус». 
NBC не заинтересовалась фильмом, но FOX его приняла, и к концу первого сезона сериал стал самой большой находкой сезона 2004-05. Шор написал сам и в соавторстве пять эпизодов первого сезона, включая пилотный, и предпоследний эпизод сезона «Три истории», в котором сложным образом переплетены истории трёх пациентов, а также раскрывается причина хромоты доктора Хауса и зависимости от викодина. За написание этих серий, Шор получил «Эмми» за «Сценарий драматического сериала».
Режиссёрский дебют Шора состоялся в рамках сериала Хаус, где он снял финальный эпизод второго сезона «Без причины».
Живёт в Энчино Хиллз, Калифорния, с женой Джуди и тремя детьми.

## Награды и номинации

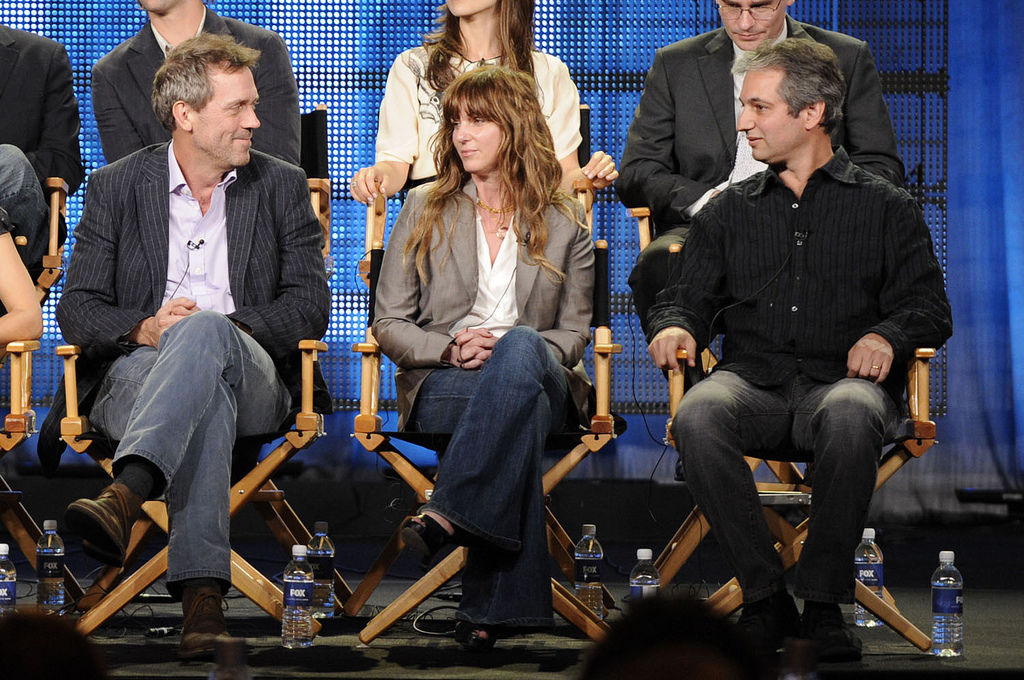
Хью Лори, продюсер сериала «Доктор Хаус» - Кэти Якобс и автор идеи Дэвид Шор

| Год  | Награда                                                     | Категория          | Номинация                                    | Результат | Ссылки |
| ---- | ----------------------------------------------------------- | ------------------ | -------------------------------------------- | --------- | ------ |
| 2005 | Премия «Эмми» за лучший сценарий драматического телесериала |                    | Дэвид Шор (Доктор Хаус, 1 сезон 21 эпизод)   | Победа    | [ 1 ]  |
| 2018 | Премия Humanitas                                            | Категория 60 минут | Дэвид Шор (Хороший доктор, 1 сезон 1 эпизод) | Победа    | [ 2 ]  |